# 庫塔伊西省
庫塔伊西省（俄语：Кутаисская губерния）是俄羅斯帝國在外高加索地區的一個省，相當於今日格魯吉亞的西部（阿布哈茲除外）。
面積25,942平方俄里，1897年人口97,516人。首府庫塔伊西。